# Bazylika św. Piotra w Collesano
Bazylika św. Piotra (wł. Basilica di San Pietro) – parafialny kościół rzymskokatolicki w Collesano, w diecezji Cefalù, główny kościół (wł. chiesa madre) w Collesano, bazylika mniejsza.

## Historia
Kościół był budowany od końca XV w. do 1543, zaś wyświęcony został w 1548 przez biskupa Mariano Manno. Został wzniesiony w bezpośrednim sąsiedztwie starszej wieży obronnej, która do 1912 pełniła funkcje dzwonnicy kościelnej.
Dekretem papieża Jana Pawła II z 6 czerwca 1983 kościół otrzymał rangę bazyliki mniejszej.

## Architektura
Kościół wzniesiony został na planie krzyża łacińskiego, jest trójnawowy, podzielony wewnątrz na nawy rzędami czternastu kolumn o poligonalnych podstawach. Do świątyni prowadzą dwa wejścia, główne oraz boczne, nad którym zachował się gotycki portal. W nawie głównej znajduje się krucyfiks ze scenami Ukrzyżowania i Zmartwychwstania (na odwrocie) z 1555, wyrzeźbiony z drewna przez Pernaciego, malowany przez Antonella Sillarę. W prawej nawie kościoła znajduje się kaplica Najświętszego Sakramentu z marmurowym cyborium i tabernakulum z 1489, prawdopodobnie będącym dziełem Domenico Gaginiego.
W kościele znajdują się obrazy św. Józefa, św. Jana Chrzciciela, św. Rocha, św. Jana Bosco, Serca Jezusa, Zmartwychwstania, drewniane rzeźby św. Rocha i Jana Chrzciciela, marmurowa chrzcielnica z 1650, jak również obraz św. Rozalii namalowany prawdopodobnie przez Pietro Novellego. Obrazy w prezbiterium, przedstawiające sceny z życia świętych Piotra i Pawła, i wizerunek Matki Boskiej od Aniołów namalowali wspólnie Gaspare Vazzano i Giuseppe Salerno (wspólnie określani jako Zoppo di Gangi). Obrazy z postaciami Piotra i Pawła powstały w 1624. Starszy od nich jest wizerunek maryjny z przełomu XV i XVI w. W nawie bocznej kościoła znajduje się wyrzeźbiona z marmuru kompozycja przedstawiająca Ofiarowanie Najświętszej Maryi Panny, wykonana w 1546 przez nieznanego artystę. Z końca XV w. pochodzi tabernakulum, zaś z 1627 organy autorstwo Antonino La Valle. W drewnianym relikwiarzu przechowywane są w kościele cząstki relikwii męczenników Marka, Hiacynta i Bazylii.